# First International Bank of Israel
The First International Bank of Israel (em hebraico: הבנק הבינלאומי‎‎, HaBank HaBeinleumi) é um banco comercial israelense, sediado em Tel Aviv.

## História
O banco foi estabelecido em 1972.